# Damascus (Ohio)
Damascus é um lugar designado pelo censo localizado no condado de Mahoning no estado estadounidense de Ohio. No Censo de 2010 tinha uma população de 443 habitantes e uma densidade populacional de 212,21 pessoas por km².

## Geografia
Damascus encontra-se localizado nas coordenadas 40° 54′ 22″ N, 80° 56′ 58″ O. Segundo o Departamento do Censo dos Estados Unidos, Damascus tem uma superfície total de 2.09 km², da qual 2.07 km² correspondem a terra firme e (0.87%) 0.02 km² é água.

## Demografia
Segundo o censo de 2010, tinha 443 pessoas residindo em Damascus. A densidade populacional era de 212,21 hab./km². Dos 443 habitantes, Damascus estava composto pelo 99.32% brancos, o 0% eram afroamericanos, o 0% eram amerindios, o 0.23% eram asiáticos, o 0% eram insulares do Pacífico, o 0.23% eram de outras raças e o 0.23% pertenciam a duas ou mais raças. Do total da população o 0.45% eram hispanos ou latinos de qualquer raça.